# Polygonum turkestanicum
Polygonum turkestanicum är en slideväxtart som beskrevs av Georgji Prokopievič Sumnevicz. Polygonum turkestanicum ingår i släktet trampörter, och familjen slideväxter. Inga underarter finns listade i Catalogue of Life.